# Saba Sahar
Saba Sahar (paschtunisch سبا سحر; * 28. August 1975 in Kabul) ist eine afghanische Filmemacherin und Schauspielerin.
Die Schauspielerin, Filmemacherin und Polizistin stand neunjährig das erste Mal auf einer Bühne. 1990 absolvierte sie eine Ausbildung zur Polizistin und trat der Abteilung Kino und Theater des afghanischen Innenministeriums bei. Später studierte sie Regie an der Shafaq Filmakademie sowie an der Kunstfakultät der Universität Kabul. Während des Taliban-Regimes emigrierte sie mit ihrer Familie zunächst nach Pakistan, später in den Iran. Nach dem Sturz des Taliban-Regimes kehrte sie nach Kabul zurück.
Saba Sahar hat in zahlreichen Filmproduktionen und Theaterstücken als Schauspielerin mitgewirkt. Die von ihr gegründete Saba Film Production Company hat mehrere Spielfilme produziert, in denen Saba Sahar als Drehbuchautorin, Regisseurin und Schauspielerin in Erscheinung trat. Wiederkehrendes Thema der Filme ist Gewalt gegen Frauen. Dabei tritt Saba Sahar oft als kämpferische Polizistin auf, die Recht und Ordnung für Frauen, die Opfer von Gewalt geworden sind, wieder herstellt.
Aufgrund der zerstörten Kinoinfrastruktur in den afghanischen Provinzen zeigt Saba Sahar ihre Filme in einem mobilen Kino.
Saba Sahar ist verheiratet und Mutter von drei Kindern.
2011 wurde Saba Sahar in dem vom ZDF koproduzierten Dokumentarfilm Traumfabrik Kabul von Sebastian Heidinger porträtiert, der in der Sektion „Forum“ der Berlinale 2011 seine Premiere feierte.